# Eulalia fastigiata
Eulalia fastigiata är en gräsart som först beskrevs av Christian Gottfried Daniel Nees von Esenbeck och Ernst Gottlieb von Steudel, och fick sitt nu gällande namn av Henry Haselfoot Haines. Eulalia fastigiata ingår i släktet Eulalia och familjen gräs. Inga underarter finns listade i Catalogue of Life.